# 桑普索尼耶夫斯基大街

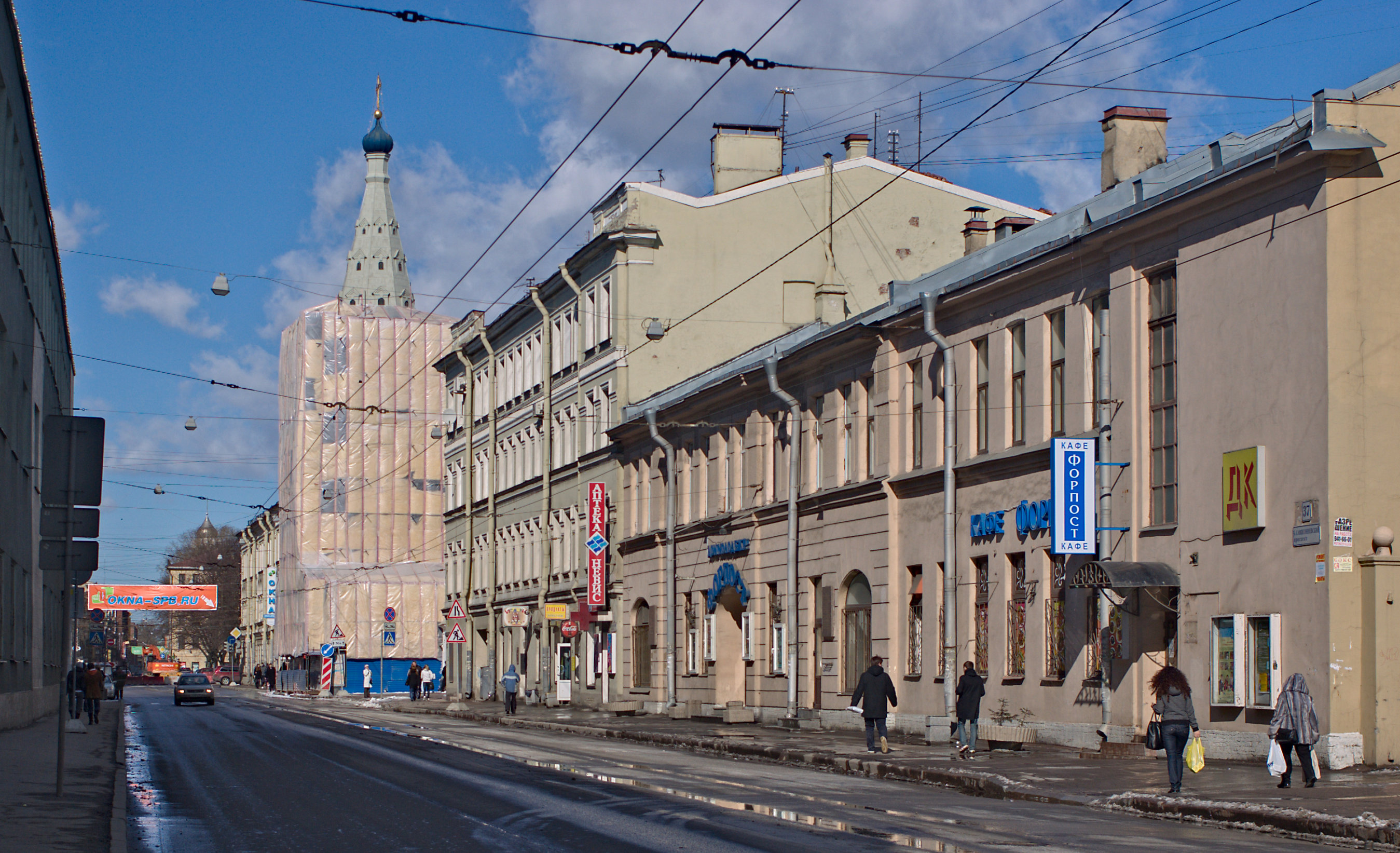
街景（2009年）

桑普索尼耶夫斯基大街（俄语：Большо́й Сампсо́ниевский проспе́кт）是俄羅斯第二大城市聖彼得堡的一條街道，位於涅瓦河北岸。北起恩格斯大街，南至芬蘭大街止。全長4.8公里。
1730年代，以街上的桑普森大教堂為名（41號）。1918年改名為卡爾馬克思大街，1991年10月4日恢復原名。